# Boumagueur
Boumagueur (en arabe بومقر, en chaoui Bomakàr et écrit ⴱⵓⵎⴰⴳⴻⵔ en tifinagh) est une commune algérienne de la wilaya de Batna, située à 24 km au nord-est de Barika et à 85 km à l'ouest de Batna.

## Géographie
La commune de Boumagueur est une localité rurale qui a émergé de l'organisation administrative de 1984. Sa superficie s’étend sur environ 111,69 km². Sa population compte 8474 habitants selon le dernier recensement en 2008.
Elle est délimitée à l'est par la commune de Ouled Aouf et Ouled si Slimane, à l'ouest par la commune de Djezzar et Barika, au nord par la commune de N’gaous et Gosbat, au sud par la commune de Sefiane.

### Situation
Le territoire de la commune de Boumagueur est situé à l'ouest de la wilaya de Batna sur la RN78.

#### Les chemins communaux
- La route communale Bouragba.
- La route communale Lahsabi.
- La route communale Magounsa.
- La route communale Ouled Sahraoui.
- La route communale Lahnancha.
- La route communale Chouhada.
- La route communale Waldja.
- La route communale Laflahat.
- La route communale Sarabha.
- La route communale L’aba.
- La route communale Foudhnis.

#### Les usines
- Station de pompage N°4 (SP4).
- Station de production de goudron (Saber Mihoubi).
| Gosbat           | N'Gaous    | N'Gaous          |
| Gosbat           | Boumagueur | Ouled Si Slimane |
| Djezzar, Sefiane | Sefiane    | Sefiane          |

### Localités de la commune
La commune de Boumagueur est composée de 11 localités :
- Chentout
- El Bora
- El Feidh (Ouled Sahraoui)
- El Keidh
- El Khoualed
- Hassoune, chef-lieu de la commune
- Lehnanchia
- Lehrakta
- Megounssa Sud
- Ouled Bouradi
- Sihcine

## Histoire
Les recherches archéologiques dans la localité de Boumagueur sont très rares pour ainsi dire inexistantes. Ce qui fait qu’un grand nombre de vestiges restent non identifiés et qui, pour la plupart, remontent à l’époque des Romains. À travers les âges, la région était peuplée de guerriers, et non loin de nos jours les habitants de la région ont mené un combat féroce contre le colonialisme français.
En effet, la région était le berceau de la révolution des Ouled Soltane qui a duré près de deux années et a englobé le territoire d’El Hodna jusqu’à Merouana et les montagnes des Aurès. Les habitants de la localité ont participé dans l’assaut qui a été lancé contre le siège du gouverneur français Mac Mahon à Ain Touta en 1916, exposant ainsi les habitants à la dépossession de leurs biens, condamnation aux travaux forcés et à la peine de mort par des tribunaux militaires et même à l’exil. Ces tourments ont poussé les habitants à monter au maquis et à payer trop cher le coût de l’indépendance. En effet plus de 400 chahids sont tombés au champ de l’honneur.
Les origines des habitants de Boumagueur ne sont pas connues mais ils ont été assimilés à la tribu d’Ouled Soltane, une tribu berbère, appelée aussi Ouled Taleb.